# هایپرتروپیا

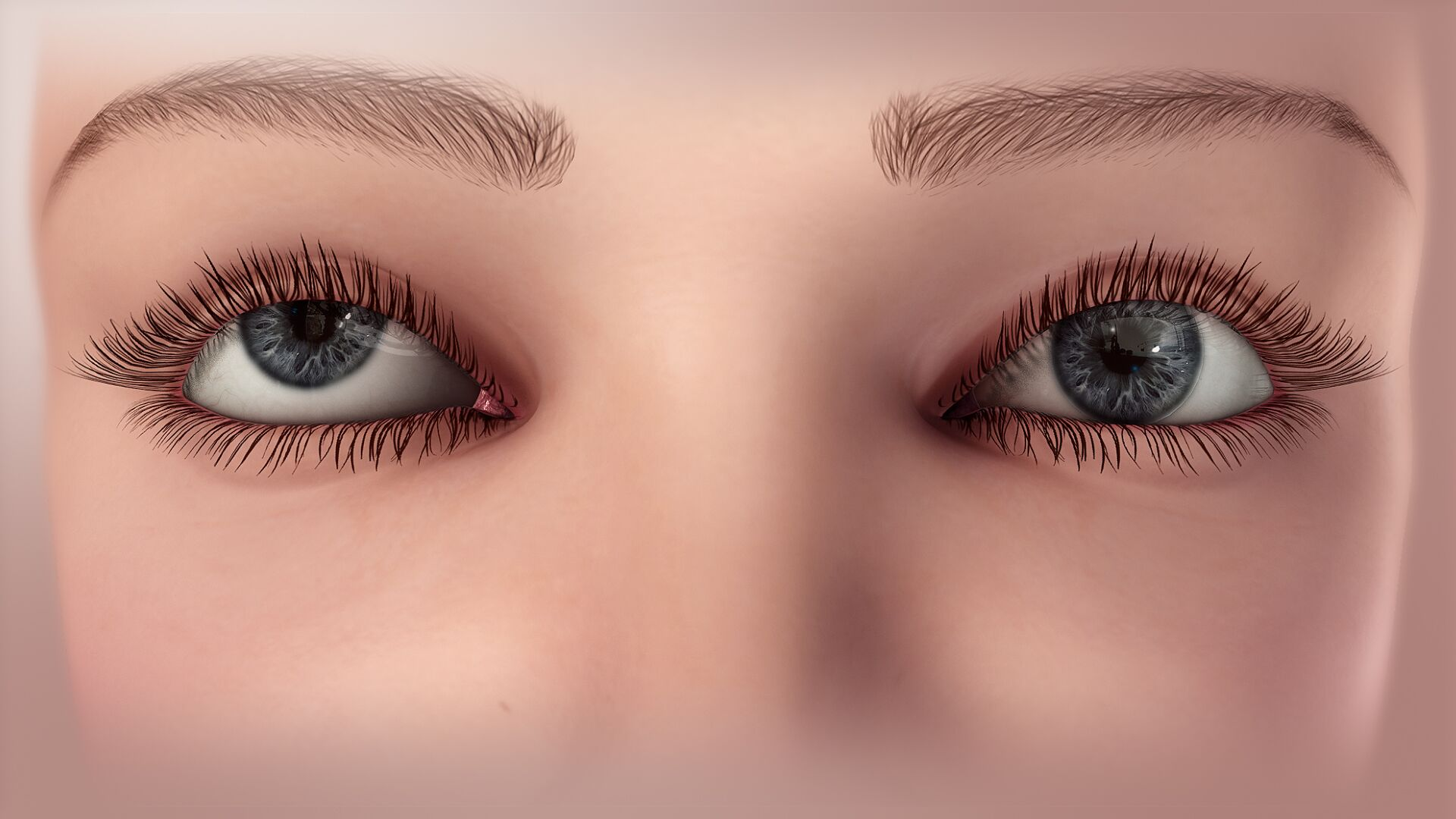

هایپرتروپیا (Hypertropia) یکی از انواع انحراف چشم (لوچی یا استرابیسم) است که در آن یک چشم به بالاتر از محور بصری یا خط دید انحراف پیدا می‌کند (چرخش رو به بالا). در صورتی که این انحراف از خط دید به سمت پایین باشد (چرخش رو به پایین)، به آن هایپوتروپیا می‌گویند. انحراف عمودی تفکیک‌شده یا Dissociated vertical deviation نوع خاصی از هایپرتروپیا است که در آن در هر دو چشم یا یکی از آن‌ها انحراف بسیار اندکی رو به بالا مشاهده می‌شود و تنها هنگامی مشخص می‌شود که بیمار ناآگاهانه به جایی نگاه می‌کند.

## علل
هایپرتروپیا ممکن است به صورت مادرزادی یا اکتسابی باشد.
که با توجه به عدم تعادل درعضلات خارج چشمی ایجاد می‌شود. و بیشتر در اثر مشکلات عضلات سوپریور رکتوس ،اینفریور رکتوس، سوپریور ابلیک و اینفریور ابلیک که حرکات عمودی چشم را کنترل می‌کنند، ایجاد می‌شود. این مشکل می‌تواند فلجی ویا فیبروزه شدن عضلات باشد. در نوع مادرزادی ممکن است اختلال رشد و نمو به دلیل ساختار غیر طبیعی عضله که معمولاً آتروفی عضلانی هیپرتروفی یا به ندرت عدم وجود عضله و قرار گرفتن نا به جای عضله باشد.
علل شایع عبارتند از:
- فلجی عضله سوپریور ابلیک/ مادرزادی چهارم فلج عصب
- پایین تر مورب overaction
- سندرم براون
- سندروم دوئین
- فلجی دو عضله بالا برنده
- فیبروزه شدن عضلات رکتوس در بیماری گریوز (معمولاً رکتوس تحتانی درگیر است)
- ضربه در حین جراحی به عضلات عمودی

شروع ناگهانی hypertropia در یک فرد میانسال یا سالمند ممکن است به دلیل فشرده شدن  trochlear nerve وفشار توسط تومور که در این مواقع  نیاز فوری به تصویربرداری از مغز با استفاده از MRI می باشد.
در موارد دیگر ممکن است به علت یک اختلال عصبی و عضلانی مانند میاستنی گراویس باشد.

## مربوط به نقص
عیوب انکساری مانند دوربینی و انایزومتروپی ممکن است همراه اختلالات موجود در بیماران مبتلا به استرابیسم  عمودی باشد.
- امبلوپی استرابیسمی
- نقص از نظر زیبایی
- کج کردن سر برای داشن دید خوب
- دوبینی

## درمان
معمولا استرابیسم رویکردها و روشهای درمانی متعددی دارد که می‌تواند در هر بیماری متفاوت باشد. گزینه‌های درمانی عبارتند از:
- اصلاح عیوب انکساری توسط عینک
- منشور درمانی (در صورت تحمل بیمار، برای جلوگیری از دوبینی)
- استفاده از چشم‌بند (برای جلوگیری از تنبلی چشم در کودکان و دوبینی در بزرگسالان)
- تزریق سم بوتولینوم
- اصلاح با جراحی